# Esperança (Ipatinga)
Esperança é um bairro do município brasileiro de Ipatinga, no interior do estado de Minas Gerais. Localiza-se no distrito Barra Alegre, estando situado na Regional VII. Segundo o censo demográfico de 2022, realizado pelo Instituto Brasileiro de Geografia e Estatística (IBGE), sua população era de 16 414 habitantes e havia 6 078 domicílios particulares permanentes ocupados. Possui área de 1,9 km² conforme a prefeitura.
De acordo com o IBGE, em 2010 a população era de 16 608 habitantes e havia 5 290 domicílios particulares. No entanto, sua área inclui extensões como Nova Esperança, Esperança I e Esperança II.

## História

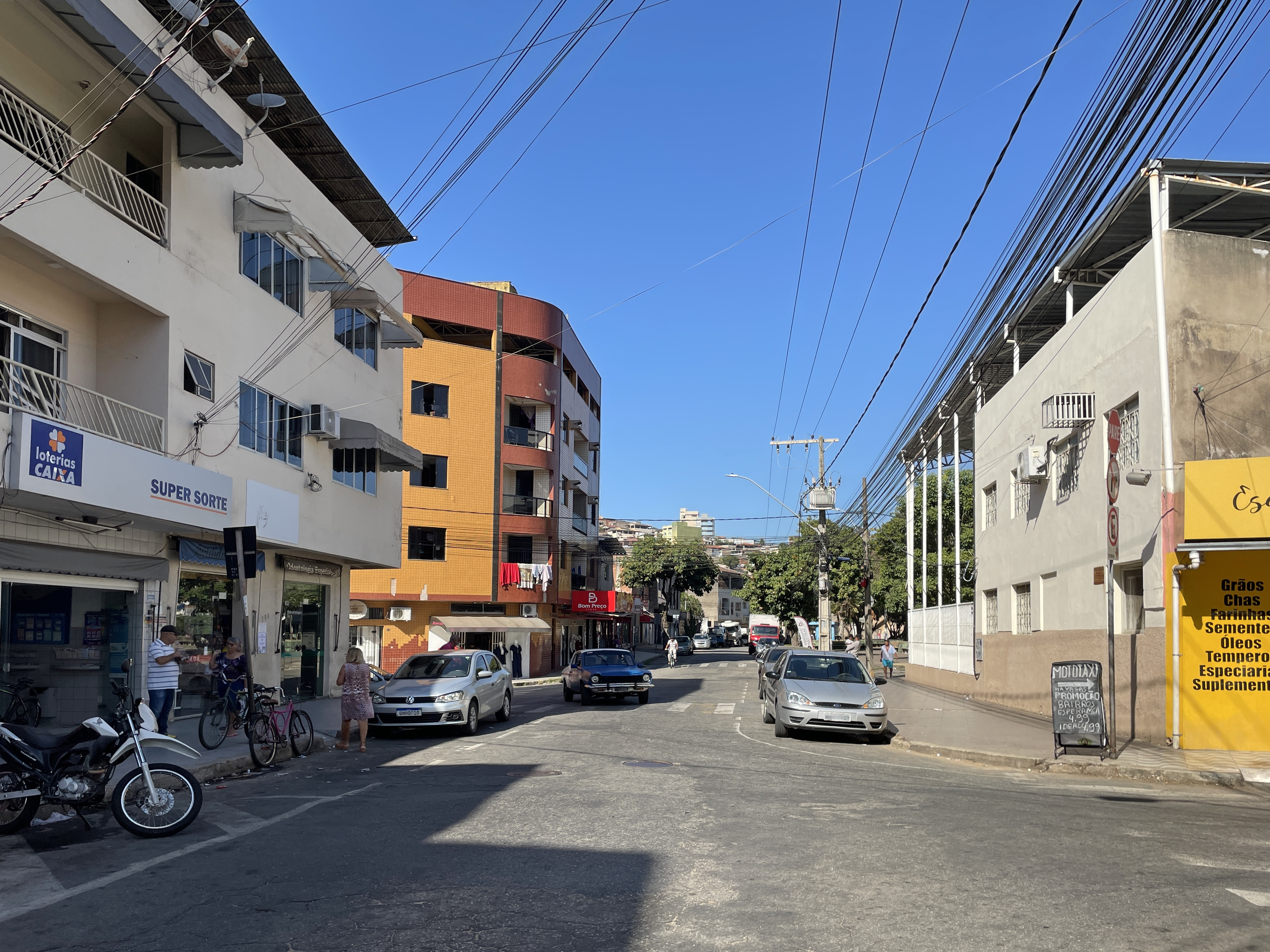
Avenida Esperança no bairro Esperança

A área do atual bairro Esperança pertenceu originalmente a Rubem Siqueira Maia, que fora primeiro prefeito do município de Coronel Fabriciano, sendo loteada após a construção da Usiminas em território ipatinguense. Pelo decreto nº 528, de 22 de março de 1974, suas ruas receberam nomes de flores.
Desenvolveu-se afastado do Centro e da Vila Operária planejada da Usiminas, assim como o vizinho Bom Jardim. As vias e calçadas do bairro são estreitas e a integração com o restante da cidade é precária. Uma das festas tradicionais da comunidade era denominada "Esperança na Praça", nome de duplo sentido, que também caracterizava a esperança da população local em ver construída sua tão sonhada praça central (objetivo atualmente já alcançado).
O bairro foi marcado por uma grande tragédia ocorrida em 1979, época em que fortes chuvas atingiram a região e provocaram enchentes e deslizamentos de terra. O número de mortes provocadas pelas chuvas naquele ano, somente em Ipatinga, varia de 40 a 100, dependendo da fonte. Grande parte se deve à queda de uma encosta na chamada Grota do IAPI, uma das áreas que constitui o bairro. Além das vítimas fatais, algumas centenas de pessoas ficaram desabrigadas.

## Descrição
A praça central do bairro corresponde a um dos principais pontos de referência da localidade. A maioria das ruas do interior da localidade levam nomes de flores, como Crisântemo, Petúnia, Hortênsia, Mandacaru e Camomila. As comunidades católicas do Esperança, por sua vez, estão subordinadas à Paróquia Geraldo Magela.
Segundo o IBGE, o bairro possui pelo menos duas áreas consideradas como favelas e comunidades urbanas, que são o Esperança I (com 131 habitantes em 2022) e o Nova Esperança (4 403 moradores). Esses locais são caracterizados pelas moradias em áreas íngremes, ocupadas em grande parte pela população de baixa renda e de maneira irregular. Algumas habitações são acessíveis somente por meio de escadões, que ligam essas casas às ruas.